# Yamato Okunitama
Yamato Okunitama (japonais : 倭大国魂神) est un kami, l'okunitama (国魂; 'esprit du pays') ou divinité tutélaire de la province de Yamato.
Ils sont les ujigami, ou « divinité du clan », du clan Yamato et sont vénérés au sanctuaire Ōyamato. Certains érudits considèrent ce kami comme une variante ou une épithète d'Ōmononushi, :22.
Au fur et à mesure que la cour de Yamato gagnait en puissance, des sanctuaires étaient construits dans un nombre croissant de localités en dehors de la province de Yamato :22.
Selon l'érudit Hirata Atsutane, les divinités invoquées lors des prières matinales dans la province de Yamato comprenaient Yamato Okunitama, Ōmononushi, et Kotoshironushi :343.
Yamato Okunitama apparaît dans le Nihon Shoki, ainsi que dans le Kogo Shūi.
Initialement vénéré au palais impérial, Amaterasu fut promu à cette position après que l'empereur Sujin fut perturbé par la coexistence de deux kami concurrents,,.
C’est peut-être la raison ultime pour laquelle Amaterasu est considérée aujourd’hui comme la principale divinité du shintoïsme.
Une autre interprétation suggère que l'influence d'Amaterasu a diminué lorsque le centre de son culte a été transféré du palais impérial vers des emplacements plus éloignés, finalement à Ise.

## Récit mythique
Yamato Okunitama occupe une place importante dans les mythes ' Nihon Shoki qui se déroulent sous le règne de l'empereur Sujin.

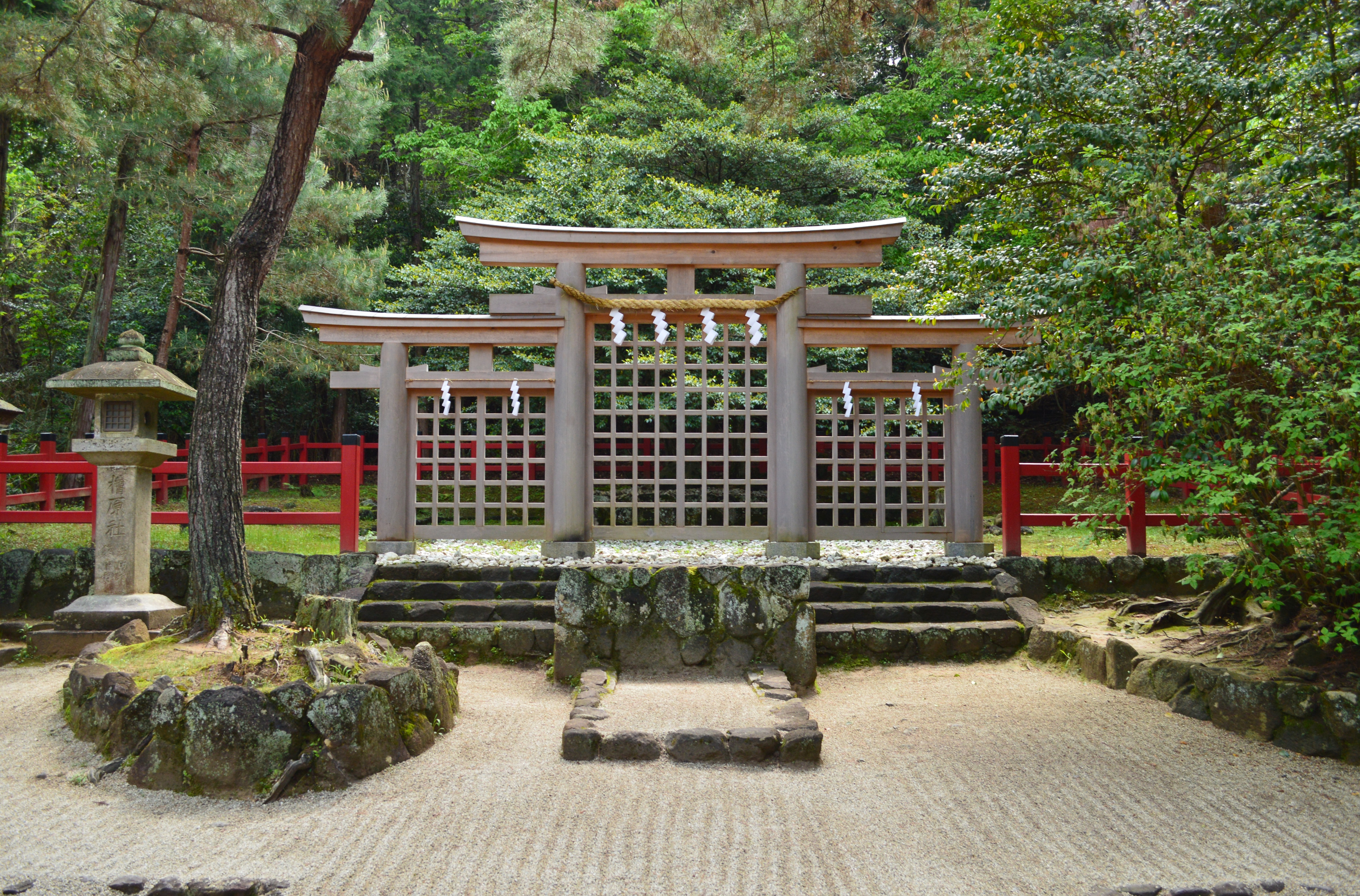
Le sanctuaire Hibara, au pied du mont Miwa à Sakurai, Nara, identifié comme le lieu où le Yata-no-Kagami et le Kusanagi-no-Tsurugi furent consacrés pour la première fois après leur retrait du palais impérial.

Dans le Nihon Shoki, Amaterasu, via le Yata-no-Kagami et l'épée Kusanagi, et Yamato Okunitama étaient à l'origine vénérés dans la grande salle du palais impérial. Des événements similaires sont également couverts par le Kogo shūi.
Le récit raconte que la peste a frappé au cours de la cinquième année du règne de Sujin et a finalement tué la moitié de la population japonaise. Les paysans abandonnèrent leurs champs l’année suivante et la rébellion devint généralisée. Pour soulager les souffrances de son peuple, l’empereur tourna son attention vers les dieux. À l'époque, Amaterasu, la déesse du soleil, et Yamato Okunitama étaient consacrés à la résidence impériale. Débordé par la nécessité de cohabiter avec ces deux divinités puissantes, Sujin décida de leur aménager des résidences séparées. Amaterasu fut transférée dans un village nommé Kasanui, situé dans la province de Yamato, où un autel himorogi fut érigé en pierres solides.  Sujin confia à sa fille Toyosukiiri-hime la responsabilité du nouveau sanctuaire, où elle deviendrait la première Saiō, lui confia le miroir et l'épée, elle les amena au village de Kasanuhi,. Pendant ce temps, Yamato Okunitama fut confié à une autre fille nommée Nunaki-iri-hime, mais peu de temps après, sa santé a commencé à se détériorer. On rapporte qu'elle devint très maigre et perdit tous ses cheveux, la rendant ainsi incapable de remplir ses fonctions. Ces efforts n'ont toujours pas atténué la peste en cours, alors Sujin a décrété qu'une divination serait effectuée au cours de la 7e année de son règne, ce qui impliquerait qu'il fasse un voyage dans la plaine de Kami-asaji et invoque les Modèle:LienIll. Ce mode de culte pourrait refléter un ordre social plus complexe et l'organisation des divinités parmi les nombreux clans de la région.

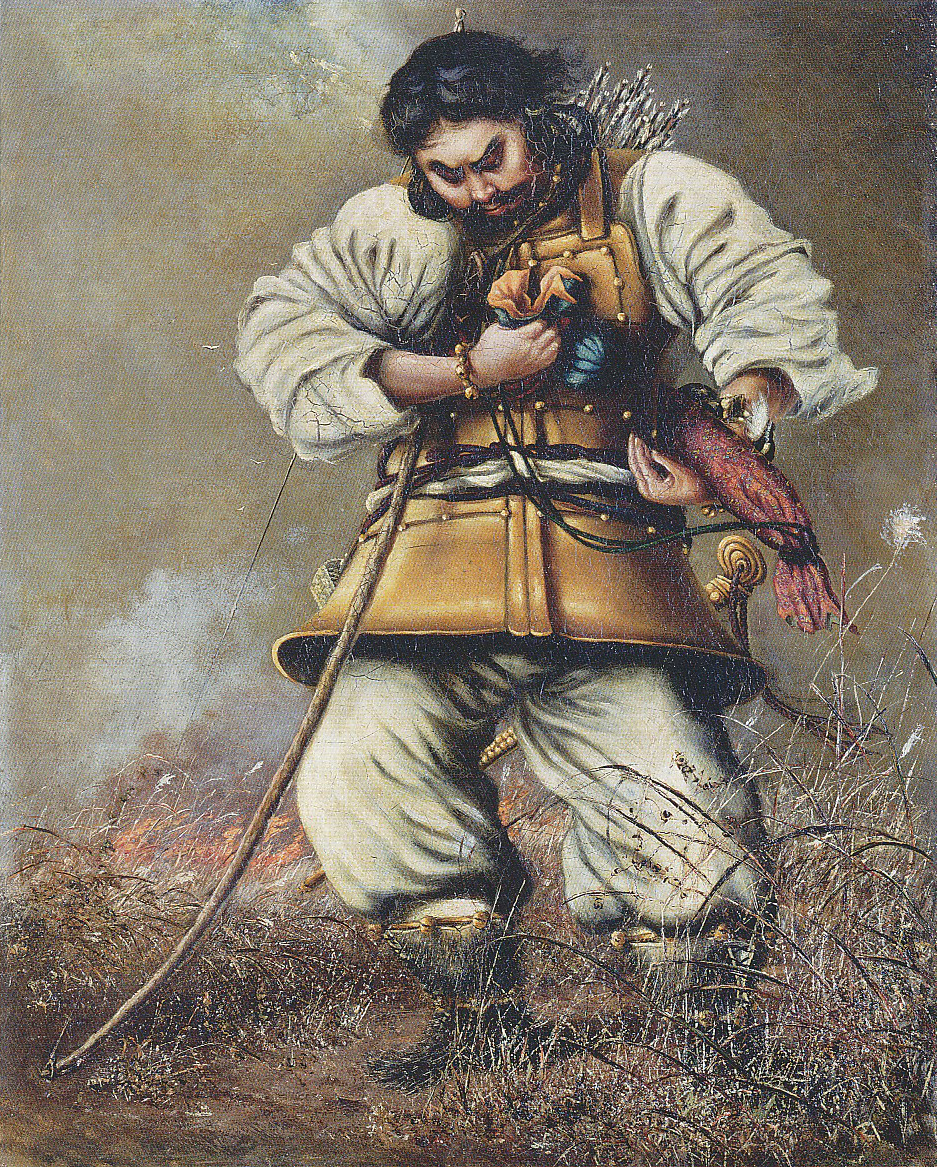
Yamato Takeru.

Après ces événements, le récit du Nihon Shoki continue selon lequel la tante de Sujin, Yamatototohimomoso-hime (倭迹迹日百襲媛命), fille du septième empereur Kōrei, agissait comme une jeune fille du sanctuaire et était possédée par un dieu qui s'identifiait comme étant Ōmononushi,, peut-être la même entité que Yamato Okunitama. Ichishi no Nagaochi dirigerait les rites relatifs à Okunitama, en remplacement du Nunaki-iri-hime émacié. Ichishi no Nagaochi serait l'ancêtre du clan Yamato. Ce remplacement est considéré comme une évolution vers une religion plus patriarcale. Ce dieu revendiquait la peste, annonçant qu'elle ne s'arrêterait que lorsqu'il serait vénéré. Bien que l’empereur ait apaisé le dieu, les effets n’ont pas été immédiats. Sujin reçut plus tard des conseils sous la forme d'un rêve pour rechercher un homme nommé Ōtataneko et nomme-le comme prêtre en chef. Il le trouva finalement dans la province d'Izumo. Lorsqu’il a été retrouvé et installé, la peste a fini par s’atténuer, permettant à cinq récoltes de céréales de mûrir. Par beaucoup de prudence, l'empereur nomma également Ikagashikoo (伊香色雄)  comme kami-no-mono-akatsu-hito (神班物者), « celui qui trie les offrandes aux dieux ». À ce jour, la secte Miwa du clan Kamo revendique toujours une descendance d'Ōtataneko, tandis qu'Ikagashikoo était un ancêtre revendiqué du clan Mononobe, aujourd'hui disparu.